# Порталис, Жан-Этьен-Мари
Жан-Этьен-Мари Порталис (фр. Jean-Étienne-Marie Portalis, 1 апреля 1746, Ле-Боссе — 25 августа 1807, Париж) — известный французский государственный деятель, юрист, философ. Граф Империи. Сыграл важную роль в заключении Конкордата и разработке проекта Гражданского кодекса французов в 1804 году. Член Института Франции с 1803 года.

## Биография
До революции был адвокатом в Эксе. Выступал, в частности, в качестве защитника жены Мирабо, в её процессе с мужем. К революции Порталис отнесся весьма сдержанно: в 1790 г. он отказался принять звание комиссара короля для преобразования учреждений Прованса в новом духе, ссылаясь на старые вольности этой провинции, и удалился в деревню.
Во время террора он был арестован; 9-е термидора возвратило ему свободу. Как член совета старейшин, он принадлежал к партии, враждебной директории. После переворота 18 фрюктидора он был приговорен к ссылке в Гвиану, по спасся бегством в Швейцарию и затем в Германию, где и оставался до 18 брюмера. При Наполеоне I он был комиссаром по составлению гражданского кодекса, членом государственного совета, сенатором, министром исповеданий.
Ещё будучи студентом, Порталис написал два сочинения, вызвавших оживленные толки: «Observations sur un ouvrage intitulé: Emile ou de l’Education» (Авиньон, 1763) и «Des prejugés». В 1767 г. появилось сочинение его «Sur la distinction des deux puissances spirituelle et temporelle» («О различиях властей: духовной и светской»), в 1770 г. — «Consultation sur la validité des mariages des protestants» («Мнение о действительности протестантского брака»); и то, и другое направлены против господства католической церкви и заслужили одобрение Вольтера.
При составлении кодекса Порталис явился выразителем консервативных тенденций и направил свои заботы на удержание связи нового права со старым историческим развитием. «Les codes se font avec le temps, mais а proprement parler, ou ne les fait pas» — такова основная точка зрения Порталиса, сближающая его с представителями немецкой исторической школы. В связи с нею стоит его энергичная защита римского права, которое «цивилизовало Европу и заслуженно названо ratio scripta», а также и положений французского обычного права, подходящих к условиям современной жизни.
Противоречия между римским и обычным правом он старался сглаживать путём «мировой сделки», как только это было возможно без вреда для смысла закона. В обосновании главных принципов гражданско-правового строя, выразителем которого явился Кодекс Наполеона, Порталис следовал, однако, «началам разума». Он проводит последовательно разделение роли государства и церкви в делах семейных и брачных, признавая организацию брака зависящей прежде всего от государства, долженствующего стоять выше религиозных сект и различий. Запрещение развода, по мнению Порталиса, есть насилие над религиозными убеждениями лиц, не принадлежащих к католической церкви.
Свою философскую концепцию Гражданского кодекса Франции Порталис изложил 28 мессидора IX года (17 июля 1801 г.) в докладе на торжественном пленарном заседании Государственного совета, посвященном открытию предварительных дискуссий по проекту Кодекса. Выступая перед аудиторией, Порталис действовал не только как член комиссии, но и как член законодательного департамента Совета, что придавало его речи особую значимость. Стержневой частью его выступления служило «Вступительное слово» к проекту Кодекса, написанное им лично (хотя оно и было подписано всеми четырьмя кодификаторами).
Как министр исповеданий, Порталис способствовал заключению конкордата на началах, которые он защищал ещё в сочинении, изданном в 1767 г. и навлекшем на него тогда осуждение римского престола. Они повторены в «трактате Порталиса»: «Sur le concordat de 1801» (Париж, 1840). В истории французского адвокатского сословия Порталис является одним из первых проводников новых, более простых приемов судебного красноречия, сменивших старую напыщенную речь. Первая же речь Порталиса в парламенте вызвала порицания всего сословия: старые адвокаты требовали изменения характера его речей. Но Порталис ответил: «c’est le barreau qui a besoin de changer d’allure, et non pas moi» («это адвокатура нуждается в изменениях, а не я») — и через несколько лет его манера нашла общее признание.

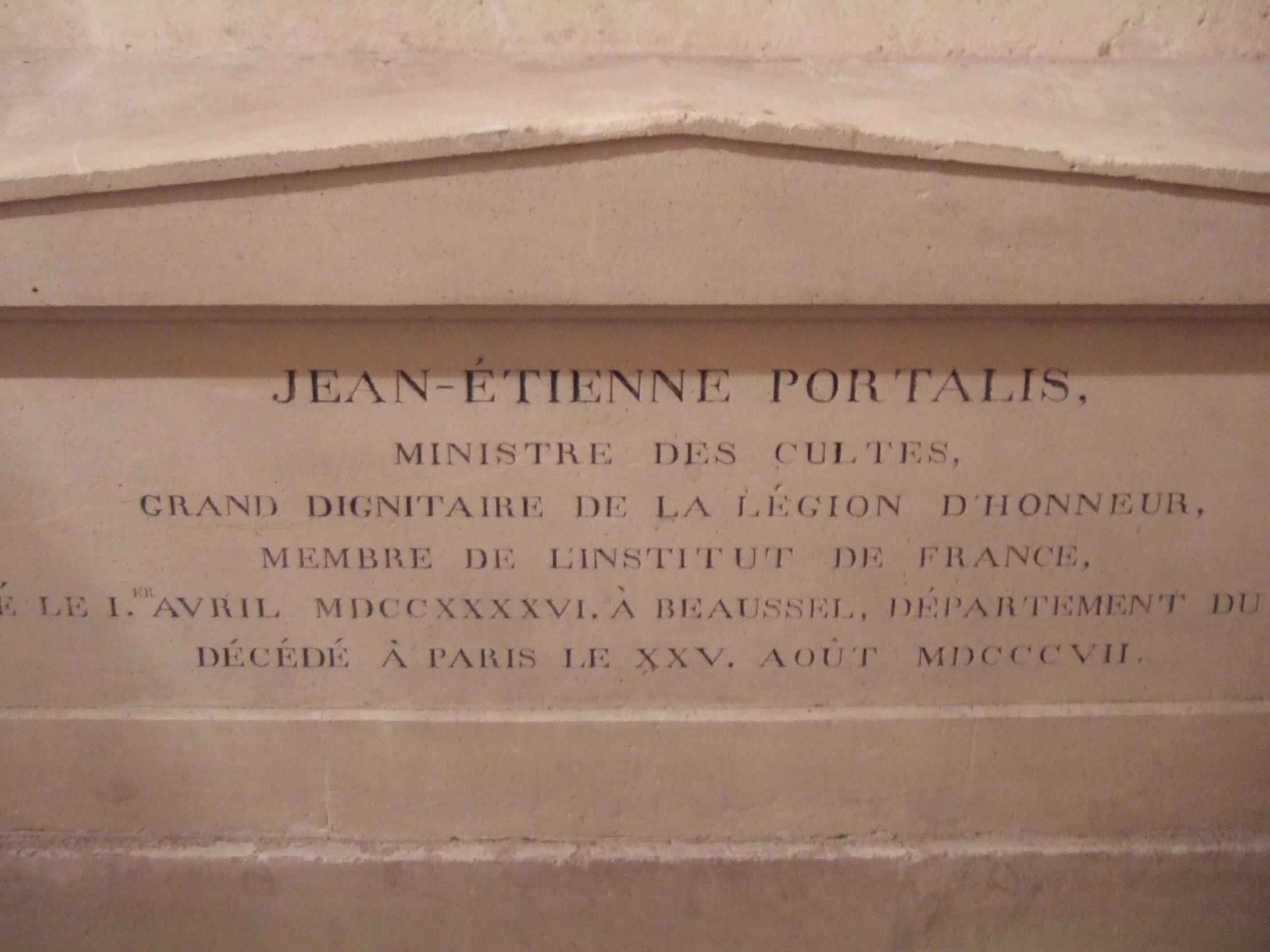
могила Порталиса в Пантеоне

К концу жизни полностью ослеп. После хирургической операции умер.
В международном праве немаловажной заслугой Порталиса была защита им, вместе с Руссо, той мысли, что невооруженные граждане не могут быть признаваемы воюющей стороной и потому должны быть избавлены во время войны от всяких насилий. Его отношение к господствующим идеям времени изложено в труде: «De l’usage et de l’abus de l’esprit philosophique durant le dix-huitième siècle», изданном после его смерти (Париж, 1820). Труды Порталиса, относящиеся к Кодексу Наполеона, изданы его сыном, под заглавием «Discours, rapports et travaux inédits sur le Code civil» (1844).